# 横浜市立左近山特別支援学校
横浜市立左近山特別支援学校（よこはましりつさこんやまとくべつしえんがっこう）は、神奈川県横浜市旭区左近山に位置する市立特別支援学校である。

## 概要
昭和40年代の設立以来、横浜市立の肢体不自由特別支援学校において肢体不自由の程度が比較的軽い児童生徒は上菅田特別支援学校の1校が担ってきたが、児童生徒数の増加により教室が手狭になったほか、スクールバスによる送迎の長時間化が課題となっていた。
そこで、旧左近山第二小学校を改修し、市立肢体不自由特別支援学校として6校目として左近山特別支援学校が整備され、2019年4月に開校した。

## 沿革
- 2019年（平成31年）
  - 4月1日 - 開校[2]
  - 4月3日 - 開校宣言式